# Dark Skies
Dark Skies är en amerikansk science fiction/drama serie som pågick under åren 1996-1997. Serien pågick under endast en säsong och har totalt 20 avsnitt. 

## Handling
1900-talets officiella historia är en lögn. Utomjordingar har varit på jorden sedan det sena 1940-talet, men en amerikansk hemlig organisation har mörklagt denna vetskap. Under seriens gång får vi följa John Loengard (Eric Close) och Kim Sayers (Megan Ward) och deras försök att stoppa det utomjordiska hotet. Utomjordingarna är parasiter som planerar att ta över jorden genom att infektera människor och styra dem i olika politiska intriger, så som JFK-mordet. Men de måste också hålla sig före den hemliga organisationen Majestic-12, som har andra planer.

## Roller
- Erik Close ... som John Loengard
- Megan Ward ... som Kimberly Sayers
- J.T. Walsh ... som Frank Bach
- Tim Kelleher ... som Jim Steele
- Conor O'Farrell ... som Phil Albano
- Charley Lang ... som Doktor Halligan
- Jeri Ryan ... som Juliet Stuart

## Episoder
| Nr | Titel                    | Originalvisning | Kod |
| --- | ------------------------ | --------------- | --- |
| 01 | "The Awakening (Part 1)" |                 |     |
| John Loengard kommer till Washington med sin flickvän, Kimberly Sayers, för att arbeta som assistent åt en kongressledamot. Sedan han skickats iväg för att studera fakta bakom en budgetansökan, möter han Betty och Barney Hill, som berättar om sitt möte med ett UFO. Denna information anser inte Majestic-12 vara av allmänt intresse så de försöker skrämma honom. Loengard fortsätter gräva i detta UFO-fall och till slut värvas han till Majestic-12 av dess chef, Kapten Frank Bach. Han följer Majestic-12 i deras jakt på människor som är värdar för aliens. Efterhand tröttnar Loengard på det ständiga hemlighetsmakeriet och stjäl bevis för att aliens verkligen finns på jorden för att informera presidenten. Efter detta betraktas Loengard och Kimberly som fiender av Majestic-12 och de tvingas fly... |                          |                 |     |
| 02 | "The Awakening (Part 2)" |                 |     |
| 03 | "Moving Targets"         |                 |     |
| Loengard och Kimberly får höra vad som verkligen hände i Roswell av Major Jesse Marcel. När de återvänder till Washington DC för att närvara vid John F Kennedys begravning upptäcker de att Hive planerar att utplåna världens ledare. Loengard varnar Bach att det finns en förrädare inom Majestic-12 och Bach ger sin version om vad som hände i Roswell. |                          |                 |     |
| 04 | "Mercury Rising"         |                 |     |
| Kimberly plågas av ständiga mardrömmar om astronauter så hon och Loengard åter till Cape Kennedy. Där möter de astronauten Ty Yount som blivit bortförd av Hive samtidigt som Kimberly, dock blev inte han värd utan istället hans andrepilot. Det visar sig att Hive planerar sabotera rymdprogrammet, men de lyckas förhindra planen. När väl raketen kommer iväg skickar den tillbaka bilder på en Hive-bas på månen. Bach hemligstämplar dock dessa bilder eftersom den "nationella säkerheten" annars skulle vara hotad. |                          |                 |     |
| 05 | "Dark Days Night"        |                 |     |
| Loengard och Kimberly kommer till New York när Beatles skall göra sitt första framträdande i USA. De möter en flicka som kommit dit för att se konserten och de undersöker hennes systers död i en märklig trafikolycka. Det visar sig att Hive ligger bakom, de planerar att använda sändningen för att skicka signaler till de som bortförts men inte blivit värdar. Bach och Loengard samarbetar tillfälligt för att förhindra detta då dessa signaler hade gjort att de bortförda tagit livet av sig. |                          |                 |     |
| 06 | "Dreamland"              |                 |     |
| 1964 åker Loengard och Kimberly till Las Vegas för att vinna lite pengar, istället möter de miljardären Howard Hughes som hjälper dem att undersöka en underjordisk Hive-bas i tron att de handlar om kommunister och inte utomjordingar. De finner den jättelika basen där konstruktionen av ett moderskepp har påbörjats. Loengard och Kimberly lyckas förstöra basen, men Bach konfiskerar området, som får namnet Area 51... |                          |                 |     |
| 07 | "Inhuman Nature"         |                 |     |
| Loengard och Kimberly undersöker stympningar av boskap i Mellanvästern. De upptäcker märkliga Hive-mönster på alla döda kor. Med hjälp av en veterinärstuderande undersöker de en av de överlevande korna och drabbas av en chock. En extra mage tycks ha blivit inopererad av Hive och den innehåller vad som ser ut att vara en normal tvåårig pojke. Loengard och Kimberly flyr undan Bach och en Hive-implanterad människa, men trots att de lyckas undkomma rövas barnet senare bort av Hive. |                          |                 |     |
| 08 | "Ancient Future"         |                 |     |
| När de undersöker urgamla indianska kulturer upplever Loengard och Kimberly en stor jordbävning i Alaska, som öppnar en skreva där ett rymdskepp sedan länge legat begraven. När Loengard klättrar ombord svimmar han och upplever mardrömslika visioner av framtiden, som den kommer att se ut om Hive får genomföra sina planer. Han ser också vad som kommer att hända om Bach och hans män försöker flytta farkosten, den att explodera. Loengard och Kimberly lyckas, med hjälp av en shaman, hindra Bachs försök att flytta farkosten |                          |                 |     |
| 09 | "Hostile Convergence"    |                 |     |
| Loengard och Kimberly beger sig till New Mexico för att undersöka en rapporterna om att en polis har sett ett UFO. Där möter de Jesse Marcel som kommit dit för att besöka sin vän Clark Balfour, som han upplevde Roswell tillsammans med. Clark är döende i cancer men säger sig ha ritningar till ett UFO. Loengard och Jesse undersöker påståendet men Kimberly åker till Denver för att vara med på sin systers bröllop. Hennes syster skall gifta sig med Rob Winter, en advokat som hon bara känt ett par veckor. Kimberly litar inte på honom och hennes misstankar bekräftas när Steel dyker upp. |                          |                 |     |
| 10 | "We Shall Overcome"      |                 |     |
| En bil med aktivister kommer till en kyrka i Mississippi där de letar efter en telefon men istället jagas de av Hive. Loengard får via sina föräldrar höra ett meddelande från Mark Simonson, som är i Mississippi, att han nu tror på Loengards historier och UFOn. De upptäcker att kyrkan har ett Hive högkvarter i källaren och att aktivisternas försvinnande har något med Hive att göra. När Bach kommer till Mississippi bränner han ner kyrkan utplånar alla bevis. |                          |                 |     |
| 11 | "The Last Wave"          |                 |     |
| Loengard och Kimberly åker till Los Angeles där de gick på college men där får de höra att en gammal vän tagit livet av sig genom att dricka insektsgift. Sedan liket konfiskerats från bårhuset beslutar de sig för att titta närmare på affären. Kimberly möter Jim Morrisson som smyger i buskarna och filmar, av honom får hon veta att det pågår underliga saker vid ett kemiföretag i närheten. Trion bryter sig in på området och upptäcker Hive men tvingas fly. Strax efter kommer det rapporter att ett enormt utsläpp av DDT i havet, Majestic-12 visste att Hives giftceller kunde dödas med insektsgift. Är Majestic-12 beredda att offra Los Angeles kuster i kampen mot Hive? |                          |                 |     |
| 12 | "The Enemy Within"       |                 |     |
| Loengard och Kimberly åker till hans gård för att de skall kunna komma åt hans besparingar. Loengards bror Ray verkar inte alls uppskatta deras närvaro och snart visar det sig att han blivit implanterad. Loengard berättar om Hive och Magestic-12 för sin far för att få hjälp med Ray, men blir istället inspärrad på mentalsjukhus. Kimberly och Loengards syster, Lucy, befriar honom och de syndar tillbaka till gården för att rädda familjen från Steele som nu är på plats. |                          |                 |     |
| 13 | "The Warren Omission"    |                 |     |
| Loengard och Kimberly träffar i hemlighet Bobby Kennedy som ber dem vittna för Warren Commission om Majestic-12s inblandning i mordet på John F Kennedy. Loengard varnas av Juliet, ett sändebud från Bach, att inte berätta allt men han ignorerar varningen. Han avkrävs bevis under hotet att han annars kommer att ställas inför rätta för mened. Kennedy genomför en husrannsakan i Majestic-12s huvudkvarter, men sedan han visas en film med Marilyn Monroe och hans döde bror tar han sin hand ifrån Loengard och Kimberly. |                          |                 |     |
| 14 | "White Rabbit"           |                 |     |
| Majestic-12 upptäcker att Hive bygger en undervattensbas i Tonkin bukten utanför Vietnam och skickar dit Loengard för att undersöka detta och rapporter om att ett UFO kraschat i djungeln. Han finner UFOt, men när Bach kommer dit tas de till fånga av Viet Cong. Kimberly tar Bachs fru som gisslan för att tvinga Majestic-12 att befria Loengard, men hon fattar istället sympati med sin fånge. Juliet skickas av Majestic-12 för att befria gisslan men hon ställer sig på istället på Kimberlys sida då hennes man också är fången tillsammans med Bach och Loengard. Loengard lyckas senare fly tillsammans med Bach men Juliets man dör. Loengard lämnar över en dagbok och en disk som gör att man kan förstå Hive till Juliet från hennes döde make.                                                              |                          |                 |     |
| 15 | "Shades of Gray"         |                 |     |
| Loengard och Kimberly är visserligen inte fångar hos Majestic-12, men de kan inte heller komma och gå som de vill. Bach försöker övertala Juliet att ge honom översättnings disken hon fått av sin döde make. Loengard ber om att få börja arbeta för Majestic-12 igen för att bättre kunna bekämpa Hive. Majestic-12 skapar ringar i ett sädesfält för att locka till sig ett rymdskepp och planen lyckas. En Gray lämnar rymdskeppet men när den upptäcker fällan flyr den, men inte förrän den blivit skjuten av Loengard. Rymdvarelsen gömmer sig med hjälp av en flicka, Monica, men fångas med hjälp av Juliet. Varelsen befrias från "Hive-smittan" och varnar dem att Monica är i fara. |                          |                 |     |
| 16 | "Burn, Baby, Burn"       |                 |     |
| Kimberly har gått en månad över tiden med sitt och Loengards barn, så de åker till Kalifornien för att söka experthjälp. Kimberly rövas bort av Hive trots Juliets försök att hindra det. Varelsen som Majestic-12 fångat in (se Shades of Gray) vaknar och hävdar att Kimberly förråt dem. Loengard och Julia får reda på var Kimberly befinner sig och lyckas ta sig in i Watts trots rasoroligheterna. Under kravallerna håller byggnaden på att brännas ned med Loengard lyckas förhindra det. När han kommer in i byggnaden ser han Kimberly gå iväg frivilligt med Steele. Varelsen berättar senare att ganglionen i Kimberly åter växt ut och att hon nu tillhör Hive. |                          |                 |     |
| 17 | "Both Sides Now"         |                 |     |
| Loengard beordras ligga lågt av Majestic-12, men sedan Kimberly dyker upp i Kalifornien åter han dit tillsammans med Juliet. Kimberly är inblandad i en Hive organisation som arbetar med anti-Vietnamkrigsdemonstranter och Loengard upptäcker att de mixtrat med polisens tårgas för att döda demonstranterna som då skulle bli martyrer. De lyckas förhindra att demonstranterna dödas men Loengard misshandlas av Kimberly som nu helt och hållet är Hive. Juliet vägrar skjuta Kimberly trots hon har en chans. |                          |                 |     |
| 18 | "To Prey in Darkness"    |                 |     |
| Loengard beordras att leta reda på en film från Roswell-incidenten, som visar rymdvarelser, ufon och dåvarande presidenten Truman. De hittar Dr Carl Hertzog i New Orleans som erkänner att han stulit filmen men han hänger sig själv innan han kan gripas av Majestic-12. Sedan dyker filmen upp i New York där en TV-presentatör hotar att visa den om det händer han vän något. Loengard och Juliet ber honom visa filmen, men för att förhindra detta bryter Hive strömmen i Nordöstra USA och Kimberly lyckas stjäla filmen. Loengard tar upp jakten men det enda han hittar är filmens ask tom, så när som ett foto på hans son. |                          |                 |     |
| 19 | "Strangers in the Night" |                 |     |
| När Majestic-12 mottar nödsignaler från Majestic-12s ryska motsvarighet, Aura-Z, skickas Loengard, Juliet och Colin Powell till Ryssland för att undersöka läget. Bach har i sin tur rekryterat Carl Sagan i ett försök att utröna varifrån Hive kommer. När de kommer till Ryssland upptäcker de att basen är helt förstörd och hittar två överlevande som berättar om vad som orsakat detta: ett fånguppror sedan fångar inplanterats med Hive. De lyckas hitta och befria Överste Mironov som var Aura-Zs ledare och han berättar om vad som hänt. Men det visar sig efter ett tag att även han är Hive. |                          |                 |     |
| 20 | "Bloodlines"             |                 |     |
| Majestic-12 har lyckats få reda på vem som kommer att rövas bort till moderskeppet nästa gång och Loengard erbjuder sig som frivillig att ta hans plats, då hans son finns ombord på skeppet. Loengard utrustas med en kamera och skickas tillsammans med Juliet att möta den han skall ersätta: Ronald Reagan. Loengard och Juliet rövas bort och lyckas skicka ett fåtal bilder från rymdskeppet innan kameran dör och ingen i Majestic-12 vet vad som hänt... |                          |                 |     |

## DVD-box
Dark Skies släpptes på DVD under 2011.